# Edwin Scharff
Edwin Scharff (1887 – 1955) est un sculpteur allemand. Il est né à Neu-Ulm et mort à Hambourg.

## Biographie
Né le 21 mars 1887, il étudie à l'École royale des arts appliqués de Munich ainsi qu'à l'Académie des beaux-arts de Munich entre 1903 et 1907. Il vit à Paris entre 1912 et 1913, et a été influencé par l'œuvre d'Aristide Maillol et Auguste Rodin.
Après avoir servi dans l'armée allemande pendant la Première guerre mondiale durant laquelle il est grièvement blessé, il devient professeur de sculpture à Berlin. Il remporte une médaille de bronze en 1928 pour sa médaille pour les Jeux Olympiques. Il produit deux grandes statues équestres pour l'exposition de 1937 à Düsseldorf, ce qui le fait classer dans la catégorie « Art dégénéré ». Il continue à travailler en secret pendant la Deuxième Guerre mondiale, et devient ensuite professeur à Hambourg. Il meurt le 18 mai 1955, et la ville de Hambourg crée un prix à son nom. Un musée expose certaines de ses œuvres à sa ville natale de Neu Ulm.

## Galerie

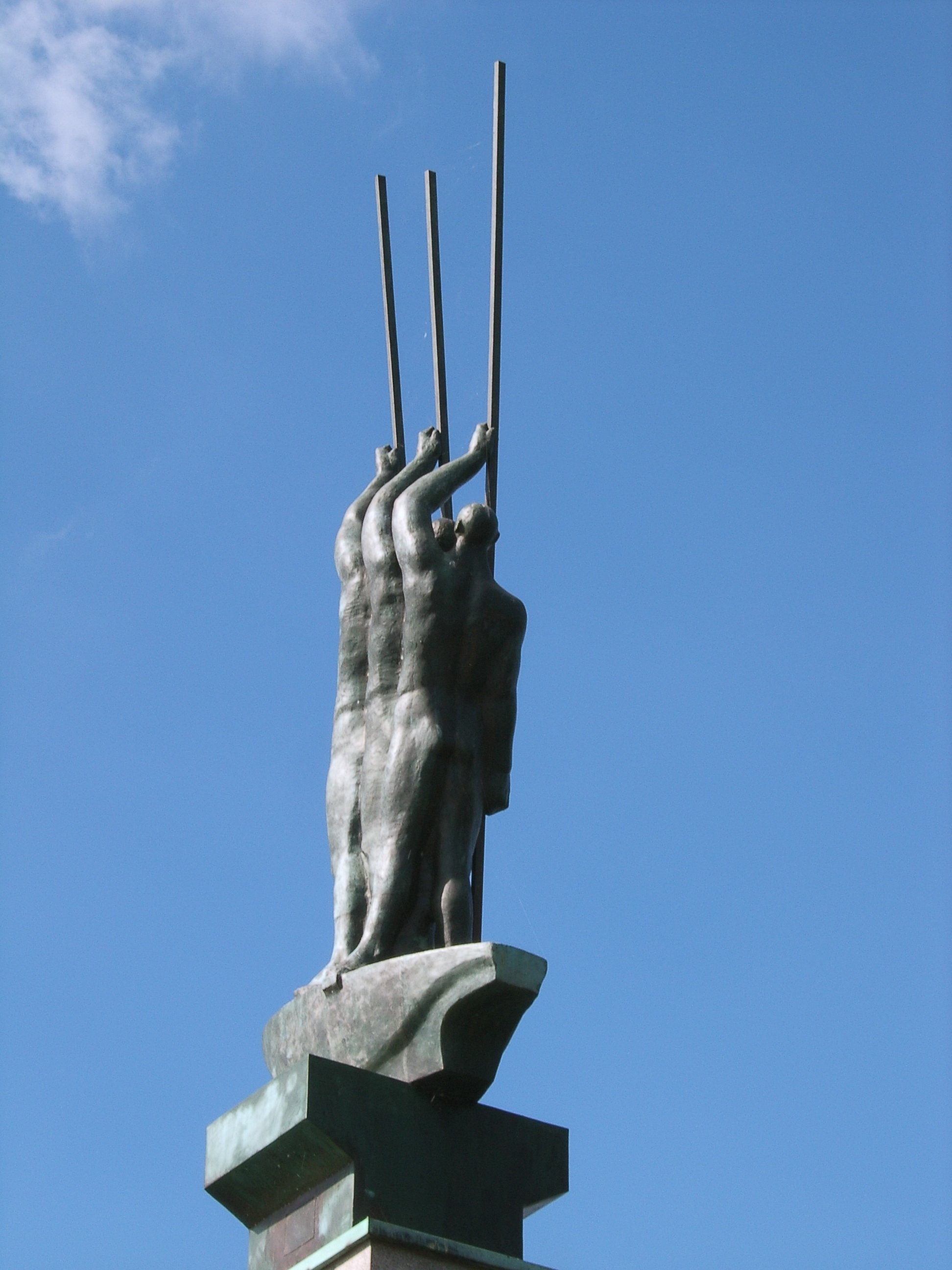
Drei Mann im Boot - Hambourg
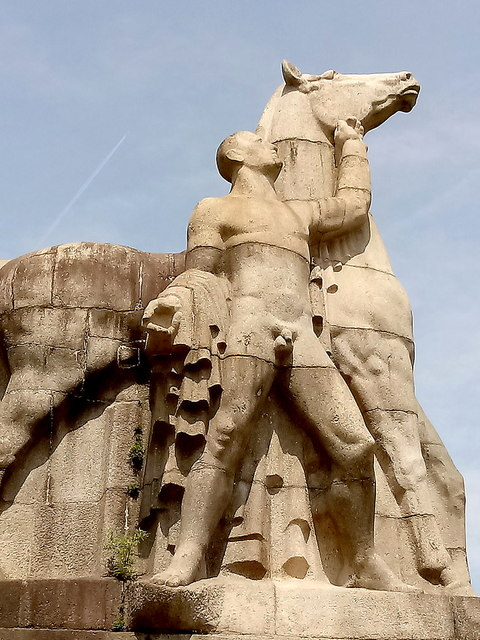
Rossebändiger, Nordpark, Düsseldorf
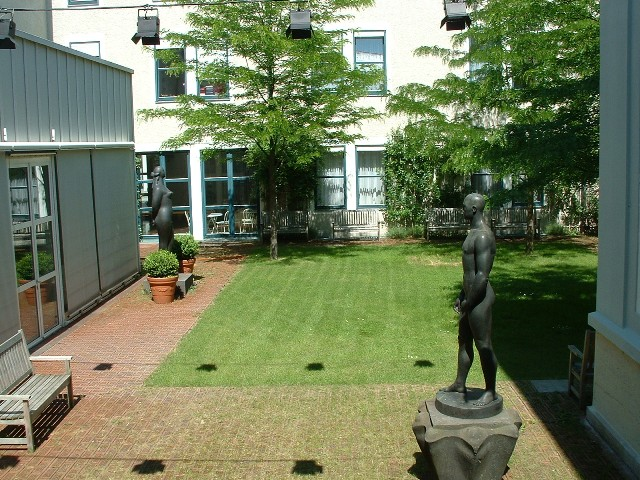
Musée Edwin Scharff - Neu-Ulm